# Calycomyza solidaginis
Calycomyza solidaginis este o specie de muște din genul Calycomyza, familia Agromyzidae. A fost descrisă pentru prima dată de Johann Heinrich Kaltenbach în anul 1869. Conform Catalogue of Life specia Calycomyza solidaginis nu are subspecii cunoscute.